# HEAT-UPオールラウンド王座
HEAT-UPオールラウンド王座（ヒート-アップ・オールラウンドおうざ）は、プロレスリングHEAT-UPが管理、認定している王座。

## 歴史
2024年8月20日、プロレスリングHEAT-UP後楽園ホール大会で行われた初代王座決定トーナメントに優勝したホワイト森山が初代王者になった。

## HEAT-UPオールラウンドルール
- ラウンド1は3分によるキックボクシングルール。
- ラウンド2は3分によるグラップリングルール。
- ラウンド3は5分によるプロレスルール。
- ラウンドを問わず、どちらかの選手が1本を取った時点で試合終了。
- 3ラウンドで決着がつかなかった場合は観客の拍手で勝敗を決める[1]。
- 観客の拍手で差がなかった場合は審判団が勝敗を決める。

## 歴代王者
| 歴代 | 選手         | 戴冠回数 | 防衛回数 | 獲得日付      | 獲得場所 （対戦相手・その他） |
| ---- | ------------ | -------- | -------- | ------------- | ----------------------------- |
| 初代 | ホワイト森山 | 1        | 3        | 2024年8月20日 | 後楽園ホール 伊藤崇文         |